# Neogurelca himachala
Neogurelca himachala là một loài bướm đêm thuộc họ Sphingidae. Loài này có ở Nepal, đông bắc Ấn Độ, tây nam, trung bộ và phía đông Trung Quốc (bao gồm Tây Tạng), phía bắc Thái Lan, Đài Loan, Bắc Triều Tiên, Hàn Quốc và Nhật Bản.
Sải cánh từ có khoảng 34–48 mm. Con lớn không bay nhiều và chỉ hoạt động vài tiếng trước bình minh. Chúng đậu trên lá chết hoặc cây chết. Con trưởng thành của ssp. sangaica bị hoa loài Duranta erecta thu hút ở Hồng Kông
Ấu trùng được ghi nhận ăn các loài Paederia foetida ở Ấn Độ và loài Paederia ở Trung Quốc.

## Phân loài
- Neogurelca himachala himachala (Nepal, đông bắc Ấn Độ, tây nam Trung Quốc (bao gồm Tây Tạng) và bắc Thái Lan)
- Neogurelca himachala sangaica Butler, 1876 (miền trung và đông Trung Quốc, Đài Loan, Bắc Triều Tiên, Hàn Quốc và Nhật Bản)[3]